# Tomášov (Mikulášovice)
Tomášov je malá vesnice, část města Mikulášovice v okrese Děčín. Nachází se asi 2,5 km na jihozápad od Mikulášovic. Je zde evidováno 7 adres. V roce 2011 zde trvale žilo dvanáct obyvatel.
Tomášov leží v katastrálním území Mikulášovice o výměře 25,85 km2. Protéká jím Tomášovský potok.

## Historie
Nejstarší písemná zmínka pochází z roku 1787.

## Pamětihodnosti

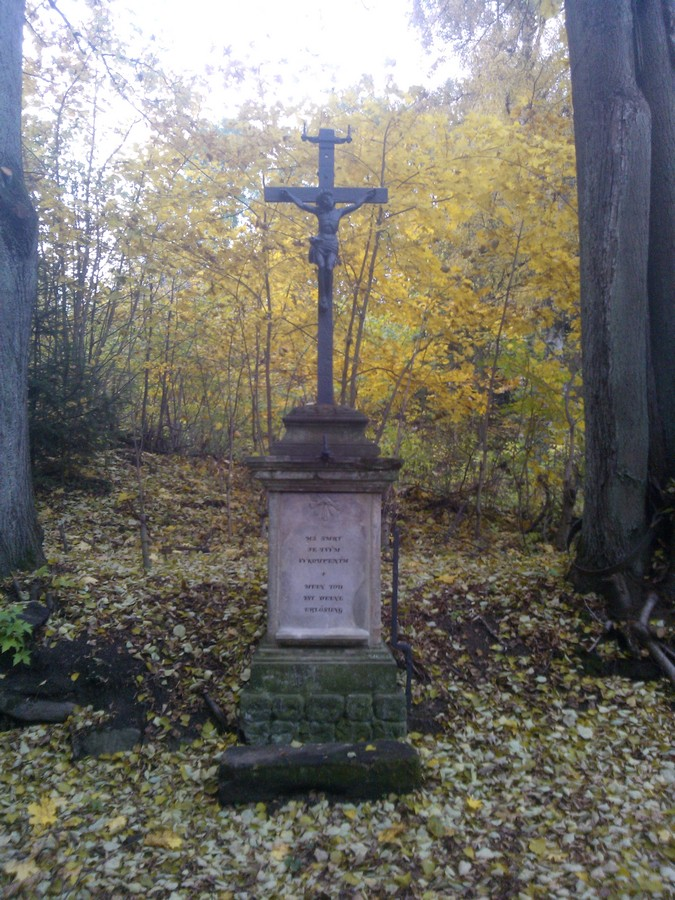
Endlerův kříž po renovaci (2015)

Na území Tomášova stojí od roku 1925 kaple Panny Marie s šestibokou věžičkou, odkud se v minulosti zvonilo klekání. K roku 2015 je využívána pouze jednou ročně během májových pobožností. Ve smrkovém lese za obcí stojí kamenný smírčí kříž. V roce 1820 nechal rychtář Johann Anton Endler ve vesnici vztyčit kamenný krucifix, který mezi místními dodnes známý jako Endlerův kříž

### Endlerův kříž
Johann Anton Endler nechal kříž umístit na okraji silnice, která vedla z Mikulášovic přes Tomášov ke státní hranici a dále do Hertigswalde a Sebnitz. Po obou stranách kříže se táhl dřevěný plot, který patřil k jedné z nejstarších budov ve vsi – hostinci Martins Gasthof, později Thomsschänke. Stavba z roku 1724 na podzim roku 1934 vyhořela a na jejím místě byla brzy postavena nová moderní budova restaurace. Kříž nebyl při požáru poničen a místní se o něj starali i v následujících letech.
Po skončení druhé světové války a vysídlení Tomášova přestal být kříž udržován a chátral. Přečkal sice demolici budovy hostince, v následujících letech byl však poničen. Obnova kříže byla provedena v červenci až říjnu 2015, jejím iniciátorem byl Karel Stein ze správy CHKO Labské pískovce. Při této opravě byl restaurován kovový kříž s korpusem, zpět byla osazena deska s obnoveným nápisem a doplněn byl také chybějící schod.
Endlerův kříž stojí na hranici soukromého pozemku a silnice v majetku Ústeckého kraje a není památkově chráněn. Protože je zasazen do svahu, podstavec doplňuje podezdívka a předsunutý schod. V robustním soklu je zasazena deska s Božím okem a dvojjazyčným nápisem: česky „Má smrt je tvým vykoupením“, německy „Mein Tod ist deine Erlösung“. Původní nápis byl pouze německý, česko-německá verze byla zvolena při rekonstrukci. Na zadní straně soklu je umístěn poničený nápis připomínající iniciály a jméno donátora spolu s rokem výstavby. Hlavice s výrazným vrcholovým stupněm je poničená, původně ji na vrcholu doplňovala koule (symbol Země). Jako stavební materiál byl zvolen pískovec. Z abakusu vybíhá držák na lucernu. Litinový kříž s podpěrou nese korpus Krista, původně byl doplněný štítkem INRI.

## Obyvatelstvo
|                                                                       | 1869 | 1880 | 1890 | 1900 | 1910 | 1921 | 1930 | 1950 | 1961 | 1970 | 1980 | 1991 | 2001 | 2011 |
| --------------------------------------------------------------------- | ---- | ---- | ---- | ---- | ---- | ---- | ---- | ---- | ---- | ---- | ---- | ---- | ---- | ---- |
| Obyvatelé                                                             | 47   | 52   | 50   | 62   | 54   | 39   | 57   | 10   | 3    | 3    | 4    | 9    | 5    | 12   |
| Domy                                                                  | 9    | 9    | 9    | 9    | 9    | 10   | 13   | 14   | .    | 1    | 1    | 2    | 3    | 5    |
| Počet domů z roku 1961 je zahrnut v domech místní části Mikulášovice. |      |      |      |      |      |      |      |      |      |      |      |      |      |      |

## Osobnosti
- Franz Schidlik (1814–1900) – hobojista a hudební pedagog

## Hospodářství
Je zde restaurace s penziónem. Součástí střediska je areál, kde je pořádán letní tábor Tomášov.